# 手受け
手受け（てうけ）とは、ワンマン運転が基本である公共交通機関において、乗務員が乗客より直接運賃を受け取ることを言う。
飲食店や物販店においては、レジや端末で電子的記録を伴う代金収受をすべきところを係員が直接的に現金を受け取るケースを言う。

## 概要
通常、乗客は運賃を運賃箱に投入して乗車あるいは降車を行う。しかし、運賃箱に一旦投入された貨幣は金庫に収納され、ほとんどの場合乗務員が開けることはできない。そこで、何らかの原因によって運賃を直接投入できない場合に手受けが行われる。しかし、後述されるように不正行為の温床となる場合があり、禁止している事業者が多い。

## 種類
釣銭を用意するために行うもの
釣銭不足などの理由により車内にて両替ができない場合や、乗客の過誤によって運賃を多く投入してしまった場合、後から乗ってくる乗客から運賃を受け取り、精算を行ってから運賃箱に投入する場合がある。投入される運賃の合計は変わらないため、内規で禁止されていなければ特に問題はないが、禁止されている場合もある。
運賃箱の故障によるもの
このパターンでは故障と偽って着服する運転手もおり、その際は何度かその系統のバスを利用している乗客が特定の運転手が運転するときだけ故障の表示が出ていることを疑問に思い営業所に通報して発覚するケースもある。
多くの乗客をさばくために行うもの
降車時に運賃を払う方式の路線バス・路面電車では、乗客の多くが降りる終点などで運賃箱が混雑することがある。そこで、事業者によっては朝夕ラッシュ時のバスターミナルや路面電車停留場に地上係員を配置し、降車時に通常は開かない中扉を開いてそこから下車できるようにすることがある。この場合、運賃箱ではなく地上係員に渡すこととなるが、事業者側が行うものであり特に問題とはならない。なお、広島電鉄では係員の運賃着服を防止するため、必ず地上係員も運賃箱を持っている。
現金客が僅少の場合
高速バスのみを運行するJR東海バスでは、インターネット予約やQRコード決済の利用が増加して、運賃箱の利用者が1便あたり1.8件と低下していたことから、2024年の新紙幣導入に合わせて運賃箱を廃止し、現金払いの希望者は運転士への手渡しで行うこととなった。
不正行為
運賃箱方式は、その特性上、運賃を投入しなければ乗車があったこと自体がわからない。そこに目をつけた乗務員が、受け取った運賃を着服するという事件が過去に発生している。
路線バスなどでは、運賃箱と乗務員の間に透明な仕切りが設置されているケースがあるが、これは着服防止という目的がある。かなり大きい面積で、運転士が席を外れないと現金に触れることもできないようなしっかりしたものから、手を回せば簡単に現金に触れることが可能な簡易なものまである。

## 事件となった例

### 広島電鉄車掌による運賃着服事件
2005年4月から2006年にかけ、広島電鉄の車掌6人が、受け取った運賃を運賃箱に納めずに着服していたことが発覚。車掌らは1年以上にわたり着服を続けており、同社は懲戒解雇すると共に刑事告訴、損害賠償を請求した。以降、同社では運賃は直接料金箱へ入れるよう車内掲示、アナウンスなどによる広報活動を進めている。

### 横浜市交通局バス乗務員による公金横領事件
2012年5月に、横浜市営バス鶴見営業所の乗務員が乗車料金を手で受け取り、運賃箱（同局では「つり銭器」と呼称）に投入することなく自家用車の中に持ち込んだ。横浜市交通局は公金横領のため懲戒解雇すると共に被害届を提出した。